# Río Jerota
El río Jerota (del ruso: Херота) es un río del Cáucaso Occidental que desemboca en la orilla nordeste del mar Negro. Está situado en el territorio administrativo del distrito de Ádler de la unidad municipal de la ciudad-balneario de Sochi, en el krai de Krasnodar de Rusia.

## Etimología
El nombre es de procedencia abjasia (sadz), como sugiere el sufijo -ta que se encuentra en otros topónimos locales (véase Mzymta, Kudepsta, Josta, Matsesta por ejemplo). 
Sin embargo, también existe una etimología popular que atribuye el origen del nombre del río ha hecho de que en el siglo XIX se acantonara aquí a la décima compañía (Х рота, X rota) del regimiento Navaguinski, con lo que la población local habría utilizado esa designación para el río.

## El curso del río

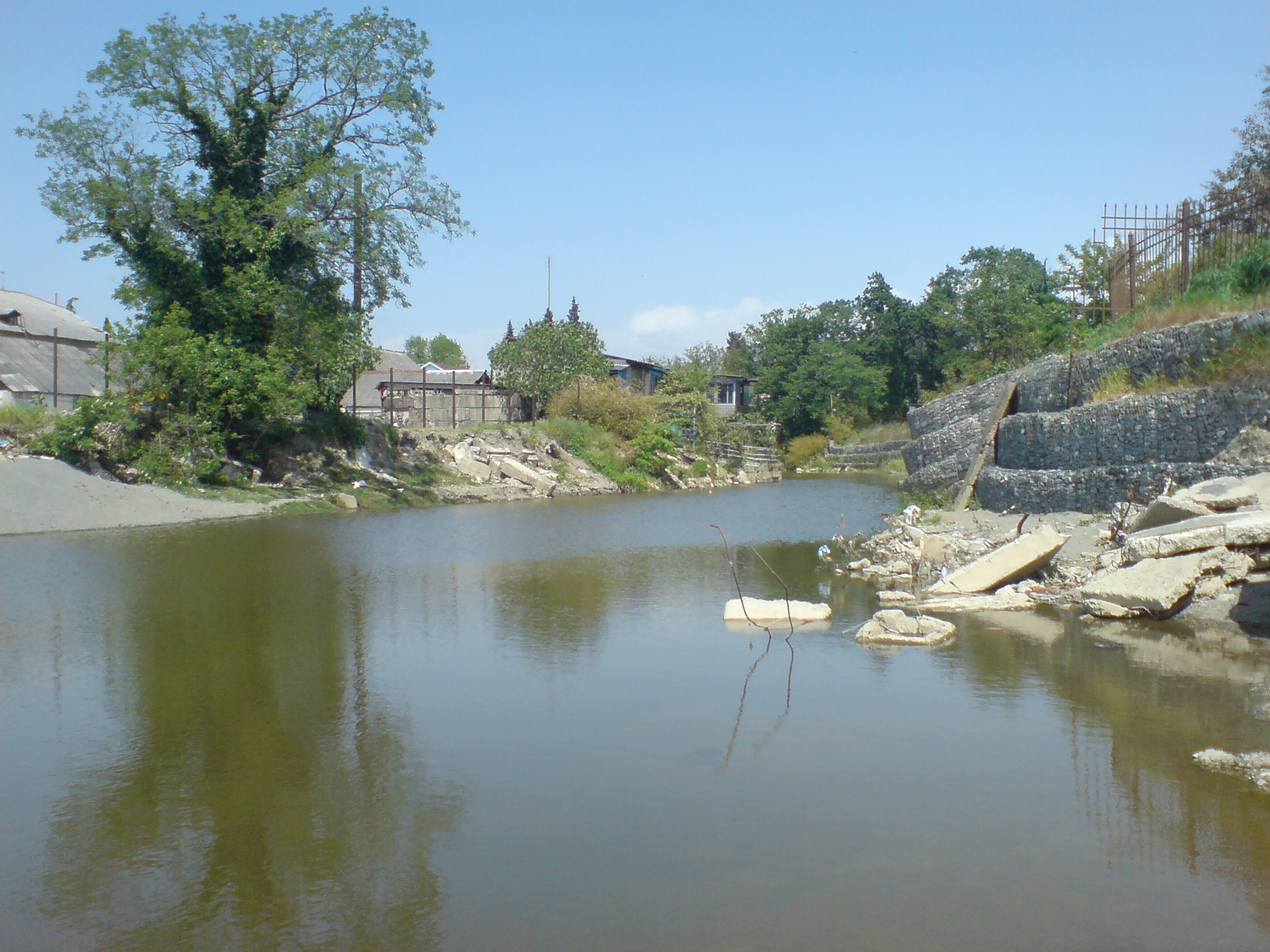
Desembocadura del río desde el mar.

El río nace de la confluencia de los ríos Bolshaya Jerota y Málaya Jerota en el centro de Oriol-Izumrud. Si se tiene en cuenta su afluente más largo, el Bólshaya Jerota, tiene una longitud de 14.5 km. Su cuenca cubre 24.7 km². Desemboca en el microdistrito Rusia de la ciudad de Sochi.
El Málaya Jerota nace al este de Vardané-Vérino, a unos 300 m aproximados de altura, y discurre en dirección suroeste al norte de Bestúzhevskoye, localidad junto a la que forma el pequeño lago Serebriánoye, tras lo que vira al sur para unirse en Oriol-Izumrud al Bolshaya Jerota.
El Bolshaya Jerota, por su parte, nace en el monte Sajárnaya Golovka, junto a las ruinas del templo de San Elías, al oeste de Kazachi Brod, a 450 m aproximadamente de altura y discurre hacia el sur pasando al este de Vardané-Vérino y Bestúzhevskoye, para virar fuertemente al oeste y luego al sur donde recibe en su orilla derecha al Málaya Jerota.
Tras unirse el río desciende hacia el mar Negro por Golubye Dali y la parte urbana occidental de Ádler, trazando numerosas cuvas que le dirigen al sur y al oeste hasta llegar al mar, al sur de la estación ferroviaria.